# Country Music Association Awards 2023
O Country Music Association Awards 2023, anunciado como 57º CMA Awards, foi realizado em 8 de novembro de 2023, na Bridgestone Arena, em Nashville, Tennessee, nos Estados Unidos. A cerimônia foi apresentada novamente pelo cantor Luke Bryan e pelo ex-jogador de futebol americano Peyton Manning. A cerimônia foi transmitida ao vivo pela ABC Hulu e foi disponibilizada para streaming na plataforma Hulu.

## Antecedentes
Em 16 de maio de 2023, a Country Music Association anunciou que o vencedor de vários prêmios CMA, Luke Bryan, e o astro da NFL Peyton Manning retornariam mais uma vez como anfitriões da próxima cerimônia. Também anunciaram o calendário de votação para a cerimônia de 2023, bem como as datas de elegibilidade dos indicados, de 1º de julho de 2022 a 30 de junho de 2023.

## Apresentações
O primeiro grupo de artistas foi anunciado em 25 de outubro de 2023. O segundo grupo foi anunciado em 1º de novembro de 2023.
| Artista(s)                                             | Canção(ões) | Apresentado(s) por        |
| ------------------------------------------------------ | --- | ------------------------- |
| Jelly Roll Wynonna Judd                                | "Need a Favor" | —                         |
| Luke Bryan                                             | Medley de Hits No. 1: "Huntin', Fishin' and Lovin' Every Day" "One Margarita" "That's My Kind of Night" "Play It Again" "Country Girl (Shake It for Me)" | Craig Morgan              |
| Ashley McBryde                                         | "Light On in the Kitchen" | Peyton Manning            |
| Cody Johnson                                           | "The Painter" | —                         |
| Morgan Wallen Eric Church                              | "Man Made a Bar" | Luke Bryan Peyton Manning |
| Luke Combs                                             | "Where the Wild Things Are" | Luke Bryan Peyton Manning |
| Chris Stapleton                                        | "White Horse" | Luke Bryan                |
| Jordan Davis                                           | "Next Thing You Know" | Luke Bryan                |
| Lainey Wilson                                          | "Wildflowers and Wild Horses" | Peyton Manning            |
| Dan + Shay                                             | "Save Me the Trouble" | Luke Bryan Peyton Manning |
| Kelsea Ballerini                                       | "Leave Me Again" | Luke Bryan                |
| The War and Treaty                                     | "That's How Love Is Made" | Peyton Manning            |
| Kenny Chesney Mac McAnally Alan Jackson Zac Brown Band | Tributo a Jimmy Buffett: "A Pirate Looks at Forty" (Chesney, McAnally) "Margaritaville" (Jackson, Zac Brown Band)                                        | —                         |
| Megan Moroney Old Dominion                             | "Can't Break Up Now" | Luke Bryan                |
| Carly Pearce Chris Stapleton                           | "We Don't Fight Anymore" | Luke Bryan Peyton Manning |
| HARDY Morgan Wallen Post Malone                        | Medley de Clássicos Country de Joe Diffie: "John Deere Green" (HARDY, Wallen) "Pickup Man" (HARDY, Wallen, Malone)                                       | Luke Bryan Parker Diffie  |
| Tanya Tucker Little Big Town                           | "Delta Dawn" | —                         |
| K. Michelle Jelly Roll                                 | "Love Can Build a Bridge" | Luke Bryan Peyton Manning |

Notas
1. ↑  Filho de Joe Diffie.

## Vencedores e indicados
As indicações foram anunciadas em 7 de setembro de 2023. Os indicados aos prêmios internacionais,"Artista com Alcance Internacional" e "Artista Country Global", foram anunciados em 13 de setembro de 2023. Lainey Wilson liderou as indicações com nove, seguida por Jelly Roll, com cinco. Os vencedores foram anunciados em 8 de novembro de 2023. Lainey Wilson foi a grande vencedora da noite, ganhando 5 prêmios de suas 9 indicações. 
| Artista do Ano (apresentado por Keith Urban) | Álbum do Ano (apresentado por Paula Abdul e Darius Rucker) |
| --- | --- |
| - Lainey Wilson - Luke Combs - Chris Stapleton - Carrie Underwood - Morgan Wallen | - Bell Bottom Country — Lainey Wilson - Ashley McBryde Presents: Lindeville — Ashley McBryde - Gettin' Old — Luke Combs - One Thing at a Time — Morgan Wallen - Rolling Up the Welcome Mat — Kelsea Ballerini |
| Cantor do Ano (apresentado por Nate Bargatze) | Cantora do Ano (apresentado por Martina McBride) |
| - Chris Stapleton - Luke Combs - Jelly Roll - Cody Johnson - Morgan Wallen | - Lainey Wilson - Kelsea Ballerini - Miranda Lambert - Ashley McBryde - Carly Pearce |
| Grupo do Ano (apresentado por Cynthia Erivo) | Dupla do Ano (apresentado por Kevin Cahoon e Hailey Whitters) |
| - Old Dominion - Lady A - Little Big Town - Midland - Zac Brown Band | - Brothers Osborne - Brooks & Dunn - Dan + Shay - Maddie & Tae - The War and Treaty |
| Single do Ano (apresentado por Brian Kelley, Parker McCollum e Corey Seager) | Canção do Ano (apresentado por Sara Evans e Bill Anderson) |
| - "Fast Car" — Luke Combs - "Heart Like a Truck" — Lainey Wilson - "Need a Favor" — Jelly Roll - "Next Thing You Know" — Jordan Davis - “Wait in the Truck” — HARDY com part. de Lainey Wilson            | - “Fast Car” — Tracy Chapman - “Heart Like a Truck” — Trannie Anderson, Dallas Wilson e Lainey Wilson - “Next Thing You Know” — Jordan Davis, Greylan James, Chase McGill e Josh Osborne - “Tennessee Orange” — David Fanning, Paul Jenkins, Megan Moroney e Ben Williams - “Wait in the Truck” — Renee Blair, Michael Hardy, Hunter Phelps e Jordan Schmidt |
| Artista Revelação do Ano (apresentado por Gerry Turner e Lady A) | Músico do Ano |
| - Jelly Roll - Zach Bryan - Parker McCollum - Megan Moroney - Hailey Whitters | - Jenee Fleenor - Paul Franklin - Rob McNelley - Derek Wells - Charlie Worsham |
| Videoclipe do Ano | Evento Musical do Ano |
| - “Wait in the Truck" — HARDY com part. de Lainey Wilson - “Light On in the Kitchen” — Ashley McBryde - “Memory Lane” — Old Dominion - “Need a Favor” — Jelly Roll - “Next Thing You Know” — Jordan Davis | - “Wait in the Truck" — HARDY com part. de Lainey Wilson - “Save Me” — Jelly Roll e Lainey Wilson - “She Had Me at Heads Carolina" (Remix) — Cole Swindell e Jo Dee Messina - “Thank God” — Kane Brown e Katelyn Brown - “We Don't Fight Anymore” — Carly Pearce com part. de Chris Stapleton                                                                |
| Prêmio Sucesso de Artista Internacional | Prêmio Artista Country Global |
| - Luke Combs - Kip Moore - Morgan Wallen | - Kaylee Bell - Casey Barnes - Tebey |
| Apreciação ao Professor de Música (apresentado por Chris Young) | Crown Royal "Que Merece Uma Coroa" (apresentado por Jordan Davis) |
| Professora Brenda Gregory | Bunker Labs |
| Prêmio Humanitário | Prêmio Joe Talbot |
| Darius Rucker | Jeannie Seely |